# Byrsochernes ecuadoricus
Byrsochernes ecuadoricus es una especie de arácnido  del orden Pseudoscorpionida de la familia Chernetidae.

## Distribución geográfica
Se encuentra en Ecuador y México.